# Википедија на чешком језику
Википедија на чешком језику (чеш. Česká Wikipedie) је верзија Википедије на чешком језику, слободне енциклопедије, која данас има 569.400 чланака и заузима на листи Википедија 18. место.